# KF Istogu
Le Klubi Futbollistik Istogu est un club de football kosovar fondé en 1947, et basé à Istok.
Le club évolue en première division kosovare (Superliga).